# Jan Kroupa
Jan Kroupa (* 5. února 1979 Nové Město na Moravě) je český manažer, od prosince 2014 do května 2019 generální ředitel Ředitelství silnic a dálnic ČR.

## Život
Vystudoval obor konstrukce a dopravní stavby na Fakultě stavební Českého vysokého učení technického v Praze (získal titul Ing.).
Už během studia v roce 2004 nastoupil na Ředitelství silnic a dálnic ČR, na starost měl přípravu a realizaci staveb Závodu Praha, včetně modernizace dálnice D1. Od ledna 2012 byl vedoucím úseku výstavby dálnic na Závodu Praha a od října téhož roku ředitelem Závodu Praha. V červnu 2014 jej však odvolal generální ředitel ŘSD Jan Kubiš. Odvolání vysvětlil tím, že čekal razantnější přístup při řešení některých problémů (modernizace dálnice D1 či sesuv půdy na dálnici D8).
Od 10. prosince 2014 jej nový ministr dopravy ČR Dan Ťok jmenoval generálním ředitelem Ředitelství silnic a dálnic ČR. Ve funkci působil až do dne 3. května 2019, kdy jej odvolal ministr dopravy Vladimír Kremlík. V témže roce nastoupil jako výrobní ředitel projekční společnosti Pragoprojekt.
Jan Kroupa má tři děti.